# Cetola rubricosta
Cetola rubricosta är en fjärilsart som beskrevs av George Francis Hampson 1907. Cetola rubricosta ingår i släktet Cetola och familjen nattflyn. Inga underarter finns listade i Catalogue of Life.